# Fudbalski Klub Mogren Budva
El Fudbalski Klub Mogren (en montenegrino cirílico: Фудбалски клуб Могрен) fue un club de fútbol de Montenegro de la ciudad de Budva situada en el municipio homónimo. Fue fundado en 1920 y jugó en la Primera División de Montenegro.

## Historia
El equipo que fue fundado en el 1920, en sus inicios se llamó FK Budva, y a partir de 1991 adoptó la actual denominación de FK Mogren de Budva.
Desde la creación de la Primera División de Montenegro en 2006, ha participado en ella todas las temporadas, logrando el tercer puesto en la temporada 2007/08 que le valió para disputar la primera ronda de la Copa de la UEFA, donde cayó eliminado por el equipo israelí Hapoel Ironi Kiryat Shmona. También en la temporada 2007/08 se proclamó campeón de la Copa de Montenegro, derrotando el la final al FK Budućnost Podgorica.
Al finalizar la temporada 2008/09 se proclamó campeón de la Primera División, clasificándose además para disputar la Liga de Campeones 2009/10. En la Champions League ganó en la primera ronda previa al Hibernians FC de Malta por un marcador global de 6-0. En la segunda ronda previa fue rotundamente eliminado por el FC Copenhague de Dinamarca con un marcador global de 12-0. En esa misma temporada 2009/10 el club finaliza la liga en tercera posición y se clasifica nuevamente para disutar la UEFA Europa League en la que sería eliminado en la segunda ronda por el Maccabi Tel Aviv FC con un ajustado 3-2.
En la temporada 2010/11 el equipo logra ganar nuevamente la liga, siendo el primer club del país en repetir título y consiguiendo lograr una nueva clasificación para la Liga de Campeones.
Después de la temporada 2014-15 fueron relegados automáticamente a la Tercera División. Poco después de eso, tras las deudas y la bancarrota, FK Mogren desapareció.

## Entrenadores

### Cronología de los entrenadores
- Dragan Đukanović (2006-08).
- Dejan Vukićević (2008-10).
- Branislav Milačić (2010-).

## Palmarés

### Torneos nacionales
- Primera División (2): 2008/09 y 2010/11
- Copa de Montenegro (1): 2007/08